# María Álvarez de Albornoz
María Álvarez de Albornoz (¿?-¿?), fue señora de Villoria.

## Historia
Hija de Álvar García de Albornoz, el Viejo, VI señor de Albornoz y señor de Torralba y mayordomo mayor del rey Enrique II de Castilla, y de Teresa Rodríguez.

## Matrimonio y descendencia
Casó con Juan Alfonso de la Cerda y Meneses, ricohombre de Castilla y Portugal, hijo de Alfonso Fernández de la Cerda y de su esposa Leonor de Meneses. De su matrimonio con Juan Alfonso de la Cerda y Meneses tendrá a: 
- Luis de la Cerda y Albornoz, señor de Villoria, casado con Isabel de Rojas.[1]
- Juan de la Cerda y Albornoz.[1]
- Antonio de la Cerda y Albornoz, muerto en combate en 1415[cita requerida]